# Bègues
Bègues (okzitanisch Begas) ist eine französische Gemeinde mit 229 Einwohnern (Stand: 1. Januar 2022) im Département Allier in der Region Auvergne-Rhône-Alpes. Sie gehört zum Arrondissement Vichy und zum Kanton Gannat.

## Lage
Die Gemeinde Bègues liegt in der Landschaft des Bourbonnais, etwa 22 Kilometer westnordwestlich von Vichy. Umgeben wird Bègues von den Nachbargemeinden Saint-Bonnet-de-Rochefort im Norden, Mazerier im Osten, Gannat im Südosten und Süden sowie Ébreuil im Westen. Durch die Gemeinde führt die Autoroute A71.

## Bevölkerungsentwicklung
| Jahr                       | 1962 | 1968 | 1975 | 1982 | 1990 | 1999 | 2006 | 2012 | 2022 |
| Einwohner                  | 177  | 150  | 152  | 196  | 193  | 202  | 225  | 231  | 229  |
| Quellen: Cassini und INSEE |      |      |      |      |      |      |      |      |      |

## Sehenswürdigkeiten
- Kirche Saint-Aignan aus dem 12. Jahrhundert, Monument historique seit 1970, mit Skulptur Madonna mit Kind (Monument historique)
- Schloss Bègues
- Viadukte von Rouzat und Neuzial, 1869 erbaut und jeweils Monument historique seit 1965

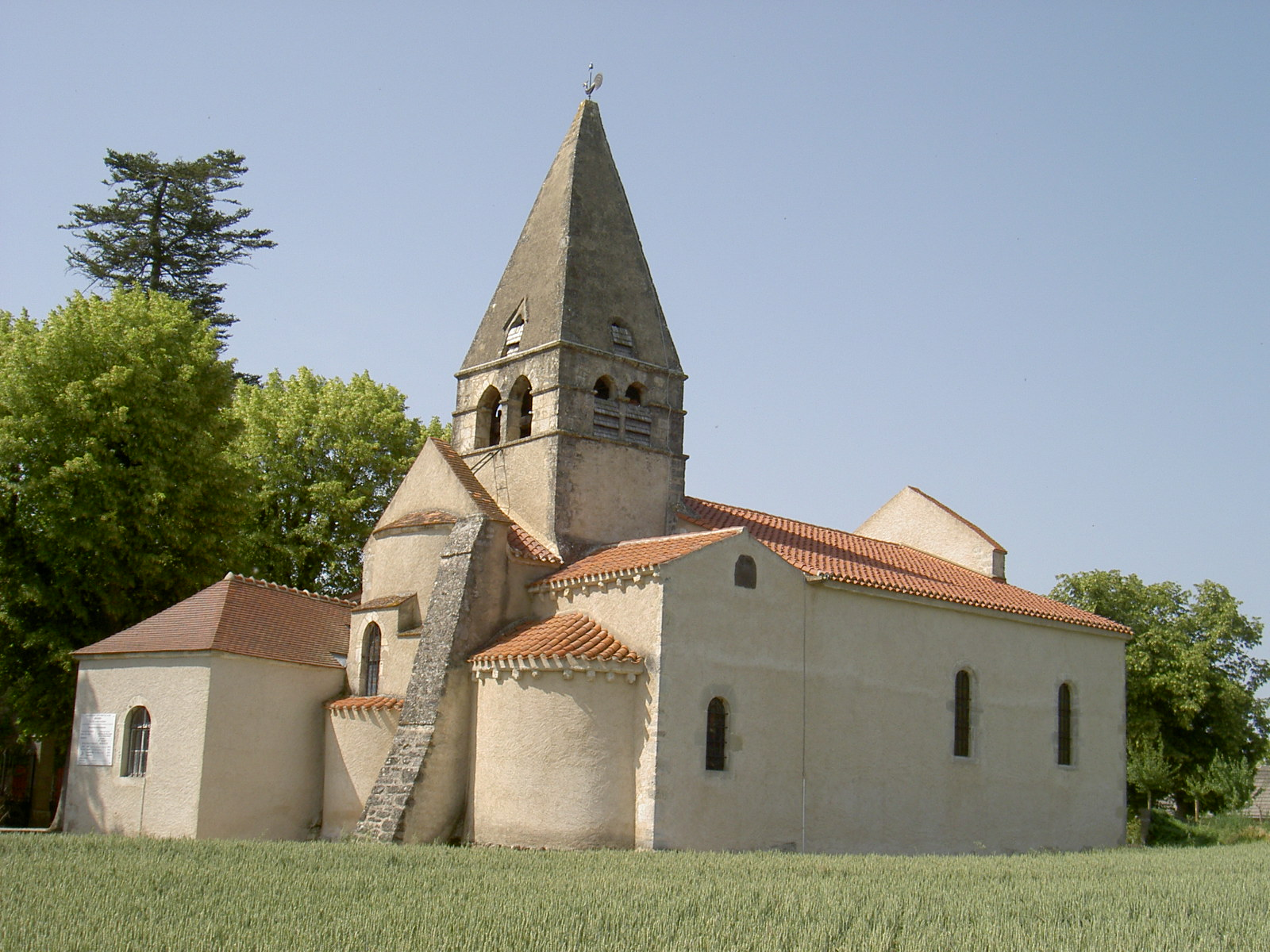
Kirche Saint-Aignan
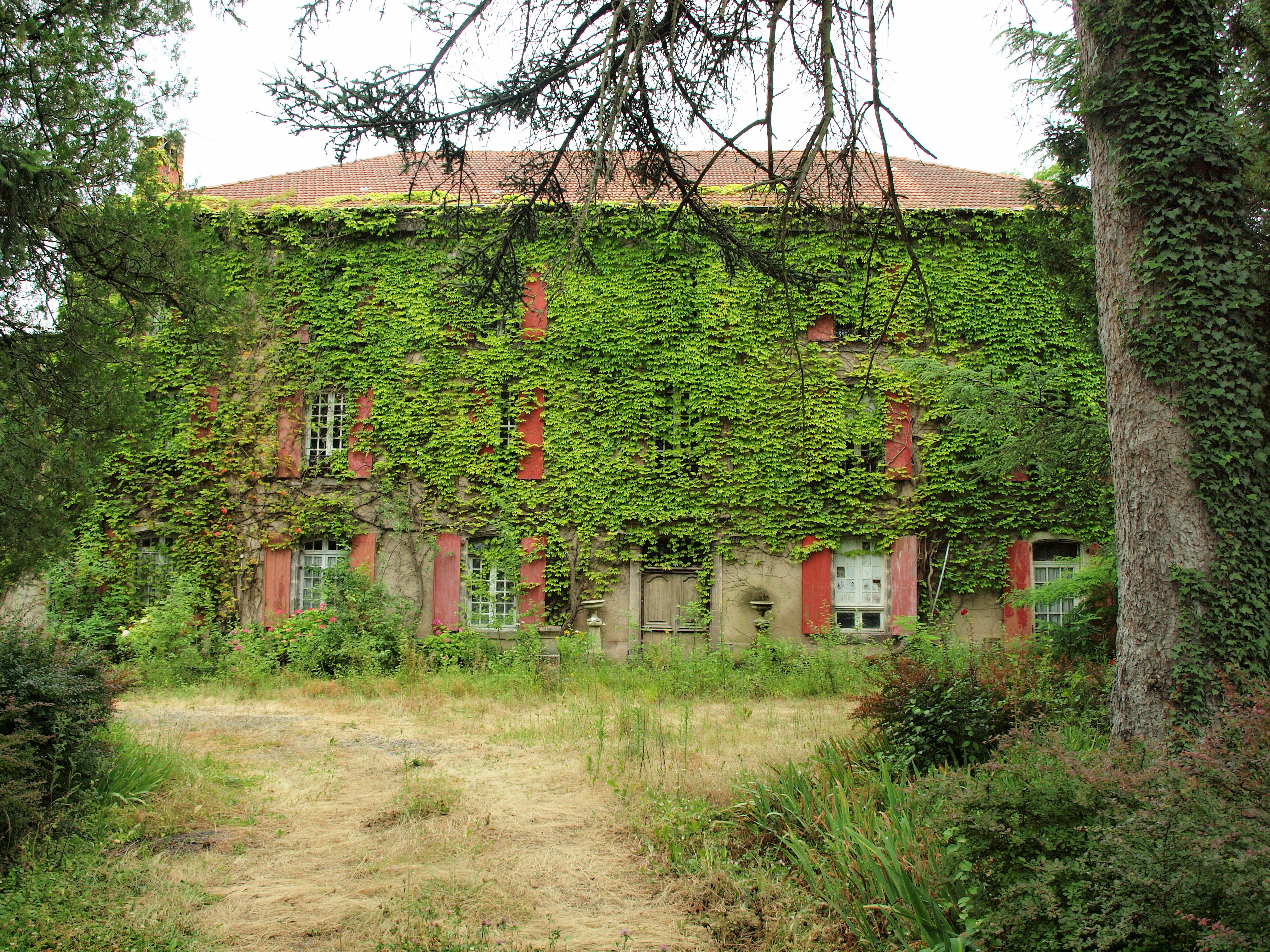
Schloss Bègues
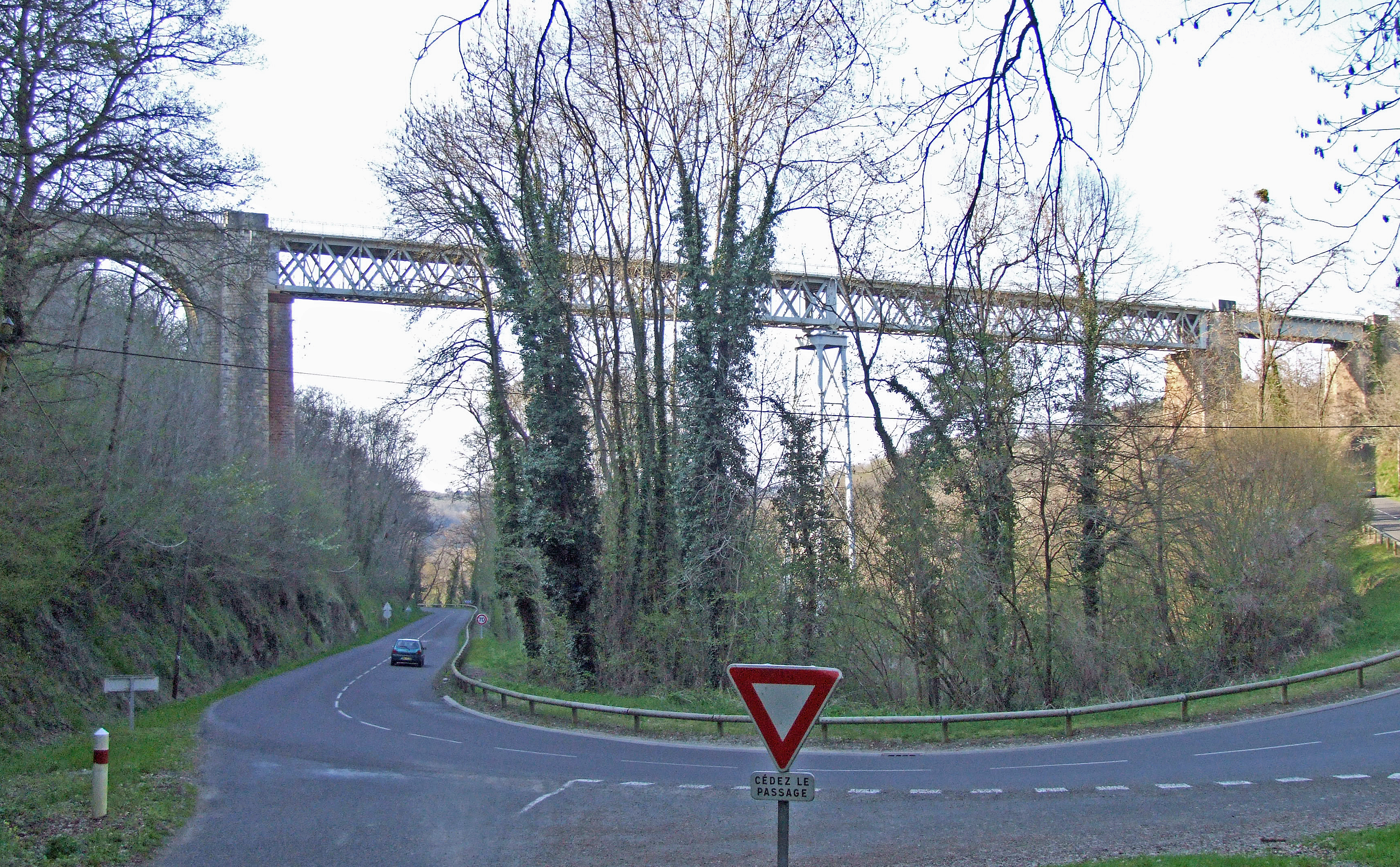
Viadukt von Neuvial
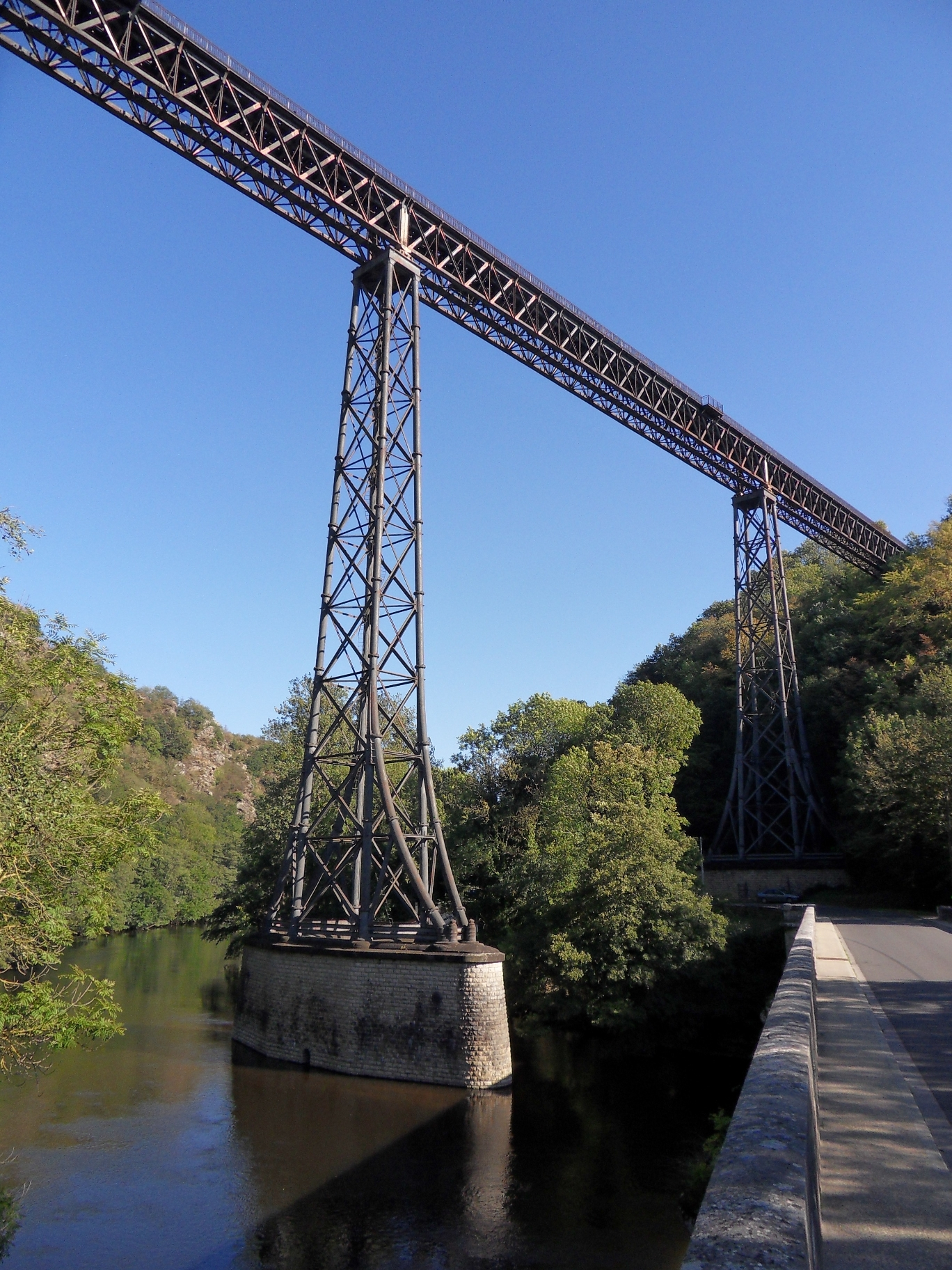
Viadukt von Rouzat
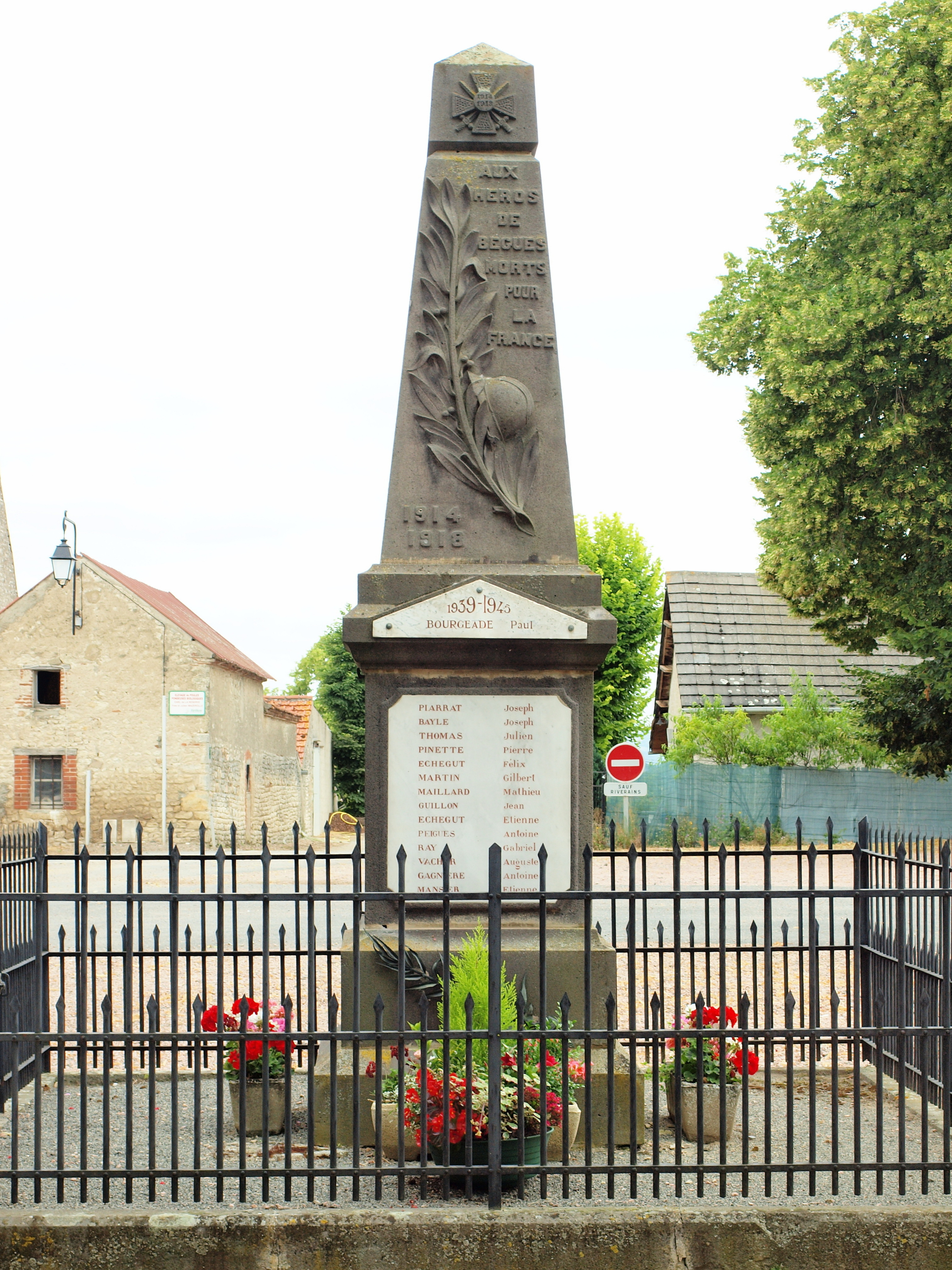
Gefallenendenkmal